# Terapia anticoagulante orale
La terapia anticoagulante orale anche nota come TAO è un trattamento medico per il rallentamento della coagulazione del sangue, praticata soprattutto nei pazienti con pregressi episodi trombotici.
Alcune condizioni particolari possono favorire la comparsa a livello venoso di piccoli coaguli di sangue detti trombi i quali possono, in condizioni particolari, mobilizzarsi staccandosi dalle pareti della vena e viaggiando nella corrente sanguigna raggiungere piccoli vasi. L'ostruzione di questi ultimi è la causa del cosiddetto ictus cerebrale ischemico e dell'embolia polmonare; due malattie potenzialmente mortali e spesso invalidanti.
Concorrono a questo fattori di tipo genetico, l'immobilità prolungata quale quella che si ha dopo importanti interventi chirurgici od in seguito a frattura, uno stato di ipercoagulabilità (come nei portatori di neoplasia).
Inoltre è possibile che si sviluppino emboli a partenza dalle camere cardiache nel caso di una fibrillazione atriale o nei portatori di valvulopatie cardiache o di protesi cardiache valvolari meccaniche.
Per ridurre questo rischio le linee guida internazionali prevedono di mantenere nei pazienti una riduzione della capacità intrinseca del sangue di coagulare tra 2 e 3,5 volte. Ciò si ottiene attraverso l'inibizione della protrombina, uno dei fattori responsabili della coagulazione del sangue, e quindi andando a misurare il coefficiente PT.
Per fare questo in modo prolungato (a volte molti anni) si utilizzano composti anticoagulanti quali il warfarin o l'acenocumarolo che possono essere assunti per bocca sotto forma di compresse.
La variabilità individuale nell'assorbimento e nel metabolismo di questi farmaci e le interazioni con il cibo determinano variazioni anche rilevanti nei valori di attività della protrombina. Ciò richiede periodici controlli e aggiustamenti del dosaggio del farmaco che prendono il nome di Controlli TAO.
Per gestire questi controlli e individuare la dose ottimale del farmaco da somministrare fino al successivo controllo, i medici spesso si avvalgono di software specifici come ad esempio RCmw, PARMA o PROMETEO AT.